# Mastigoproctus brasilianus
Espèce
Synonymes
- Thelyphonus brasilianus C. L. Koch, 1843

Mastigoproctus brasilianus est une espèce d'uropyges de la famille des Thelyphonidae.

## Distribution
Cette espèce est endémique du Brésil. Elle se rencontre au Pará et en Espírito Santo.

## Publication originale
- C. L. Koch, 1843 : Die Arachniden getreu nach der Natur abgebildet und beschrieben. C. H. Zeh'schen Buchhandlung, Nürnberg, vol. 10, p. 1-142 (texte intégral).